# Gethyllis villosa
Gethyllis villosa là một loài thực vật có hoa trong họ Amaryllidaceae. Loài này được (Thunb.) Thunb. mô tả khoa học đầu tiên năm 1781.